# Kayu Hubi
Kayu Hubi is een bestuurslaag in het regentschap Tanggamus van de provincie Lampung, Indonesië. Kayu Hubi telt 1263 inwoners (volkstelling 2010).